# ديرفال أورورك
ديرفال أورورك (مواليد 28 مايو 1981 في كورك ، أيرلندا ) عداءة أولمبية أيرلندية في سباق حواجز شاركت في اثنين من بطولة العالم لألعاب القوى داخل الصالات و خمس بطولات العالمية في ألعاب الأولمبياد الصيفية 2004، ألعاب أولمبية صيفية 2008 ، ألعاب أولمبية صيفية 2012 , وسجلت ديرفال أورورك رقما قياسيا بالنسبة لأيرلندا في سباق 100 متر حواجز عندما تفوقت بفارق كبير على الألمانية كيرستن بولم

## نشأتها
ولدت أورورك في ووترفورد ، التحقت بكلية دبلن الجامعية (UCD) حيث حصلت على منحة رياضية بين عامي 2000 و 2004. تخرجت بدرجة البكالوريوس (مع مرتبة الشرف) من الكلية في عام 2003 ودبلوم في الدراسات التجارية من جامعة دبلن الجامعية مايكل. كلية سمورفيت للدراسات العليا في إدارة الأعمال عام 2005.

## وصلات خارجية
- ديرفال أورورك على موقع الاتحاد الدولي لألعاب القوى (الإنجليزية)
- ديرفال أورورك على موقع الدوري الماسي (الإنجليزية)
- ديرفال أورورك على موقع أوليمبيديا (الإنجليزية)